# سفارة التشيك في المملكة المتحدة
سفارة التشيك في المملكة المتحدة هي أرفع تمثيل دبلوماسي لدولة التشيك لدى المملكة المتحدة. تقع السفارة في لندن وهي تهدف لتعزيز المصالح التشيكية في المملكة المتحدة.

## وصلات خارجية
- قائمة سفارات التشيك
- قائمة السفارات في المملكة المتحدة